# Teresa Durán
Juana Teresa Durán Vallejo (Santo Domingo, 23 giugno 1965) è un'ex cestista e allenatrice di pallacanestro dominicana.

## Carriera
Con la Rep. Dominicana ha disputato quattro edizioni dei Campionati americani (1989, 1997, 1999, 2003).
Da allenatrice ha guidato la Rep. Dominicana ai Campionati americani del 2019.